# Хемусъ
Вижте пояснителната страница за други значения на Хемус.
„Хемусъ“ (изписвано съгласно Иванчевския правопис с буквата „Ъ“ до 1945 година) е българско издателство. Първоначално е създадено като акционерно дружество в София през 1918 година със записан капитал от 3 000 000 златни лева, с учредители Марко Финци, Генерално кредитно дружество и няколко членове на Демократическата партия и БРСДП.
За първи председател на Управителния съвет на книгоиздателството е избран Марко Финци.

## История

### 1918 – 1947
„Хемусъ“ израства като най-значимото българско издателство по това време (особено след фалита на издателство „Александър Паскалев и Ко.“ (1908 – 1921 г.), което банкрутира поради голямата правописна реформа в българския език от 1921 година). До края на своята дейност през 1948 година „Хемусъ“ регистрира стабилна издателска дейност и финансова печалба. През 1921 – 1930 година дружеството е на трето място в издателския бизнес в България. През 1931 – 1944 година дейността му се нарежда на пето място.
В началната фаза на своето съществуване, издателство „Хемусъ“ публикува главно чужди автори (1918 – 1920 година – 62% от продукцията).
През 1921 – 1930 година „Хемусъ“ се нарежда на трето място сред българските издателства със своите 129 чужди заглавия. През 1931 – 1944 година е на пето място, основно с издаването на детска литература. По това време българските автори надделяват в издателската политика на „Хемусъ“. Дейността му е насочена към детско-юношеската аудитория, което се оказва много благоприятен ход за издателството. Внимателно подбраните заглавия, ниската им цена и добре развита дистрибуторска мрежа генерират успеха на „Хемусъ“. Издателството действа в строго съответствие с държавните изисквания и стандарти. Това стимулира пазара на детски книги в следвоенната обстановка на безработица и намалено търсене.
От 1920 до 1947 година управителният съвет на дружеството се състои от трима директори – Христо Хаджиев, Тодор Михайлов и Димитър Николов.
Растежът на доходите и стабилизирането на българската икономика след края на Първата Световна война позволява на редактора и директор Христо Хаджиев да договаря с изявени автори и най-добрите преводачи на чужда литература.
През финансовата 1923 – 1924 година издателството излиза с печалба от 782 823 лв.
На 1 септември 1929 година управителният съвет увеличава капитала на дружеството от 3 на 6 милиона лева, като записва 30 000 нови безименни акции с номинал от по 100 лева всяка.
През 1930 година издателството има печалба от 2 353 515 лева. През 1939 година – 2 251 712 лв. През 1944 година, чистата печалба е 1 394 165 лв.
На 16 септември 1944 година към управителния съвет на „Хемусъ“ се присъединява Генчо Негенцов.
На 1 март 1946 година управителният съвет увеличава капитала на дружеството от 6 на 18 милиона лева.
През 1946 – 1947 година в собствената печатница на „Хемусъ“ се отпечатват книги за 26 958 775 лева, а в чужди печатници – за 15 198 471 лева. През 1946 година са извършени продажби за 71 306 965 лева.

### Наградата Шумейкър (1932)
През 1932 година издателство „Хемусъ“ е наградено с премията „Шумейкър“ на Втората международна изложба на книгата в Брюксел за илюстрациите на Георги Атанасов към книгата „Неродена мома“ на Ран Босилек. [3]

### Издателски портфейл и принос – до 1946 г.
Издателство „Хемусъ“ сключва издателски договори с авторите Христо Смирненски, Елин Пелин, Ран Босилек, Пенчо Славейков, Пейо Яворов, Иван Вазов, Алеко Константинов. Издава творбите на Георги Раковски, Петко Рачев Славейков, Любен Каравелов, Иван Богоров, Добри Чинтулов, Христо Ботев, Петко Ю. Тодоров, Мара Белчева, Александър Балабанов, Антон Страшимиров, Михаил Арнаудов, Дора Габе и други. Някои от тези автори се издават от „Хемусъ“ за първи път в България.

### 1947 – 1989
На 5 април 1947 година се издава Окръжно № 4620, съгласно което се забранява издаването на книги, помагала и учебници, като тази дейност се монополизира от държавното издателство „Димитър Благоев“.
През 1947 година издателство „Хемусъ“ е национализирано от комунистическия режим съгласно Закона за национализация на частни индустриални и минни предприятия. В съответствие с този закон са национализирани всички 169 издателски компании в България (64 от тях в столицата). Това се извършва в рамките на принудителната национализация, въведена от Българската комунистическа партия, в съответствие с нейната тоталитарна идеология и политика, която продължава до 10 ноември 1989 година.
Съгласно Наредба № 3428 от 9 юли 1948 години за ликвидацията на частните книгоиздателства, издадена от председателя на Комитета за наука, изкуство и култура, обнародвана в „Държавен вестник“, брой  161 от 12 юли 1948 година, в сила от 12 юли 1948 година, всички частни книгоиздателства заличават от фирмите си названието „книгоиздателство“ или „издателство“ и се задължават да поискат закриване на фирмените си дела.
Помещенията, в които частните книгоиздателства са упражнявали дейността си, както и инвентарът и съоръженията им, се поставят в разпореждане на Комитета за наука, изкуство и култура, респективно ликвидатора.
Ганчо Рашков е назначен за ликвидатор. Адвокат Борис Апостолов помага на Съюза на книгоиздателите.
Книгоиздателствата: Славчо Атанасов с библиотека „Златни зърна“, М. Г. Смрикаров, с библиотека „Световни автори“, „Обединени домакински списания“, с библиотека „Знаменити романи“, както и национализираните такива „Хемусъ“, „Данов“, „Бисер“, „Казанлъшка долина“, предават помещенията си, в които са упражнявали досегашната си дейност, заедно с цялото имущество – инвентар, съоръжения, налични материали, книги и други на Държавното книгоиздателство „Наука и изкуство“, респективно ликвидатора.
От 7 юли 1949 година юридически ликвидатори, вписани в Софийски окръжен съд, са Христо Хаджиев, Тодор Михайлов, Димитър Николов и Генчо Негенцов.
До последно членовете на управителния съвет обжалват решението за национализация пред председателя на БКП, като противоречащо на Закона за национализация на частни индустриални и минни предприятия, на основание, че двата национализирани книжни магазина не представляват индустриални предприятия и са собственост на отделно юридическо лице, но жалбата остава неудовлетворена.
Фирменото дело на акционерното дружество в Софийски окръжен съд (днес – Софийски градски съд) се заличава през 1951 година. На следващата година умира главният редактор и директор Христо Хаджиев, а след седем години – Ран Босилек (Генчо Негенцов).

### 2016 г. –
„Хемусъ“ е импринт и запазена марка на Издателство „Алегзандер“, София.
Днес наименованието на импринта (издателството) все още се изписва официално с непроизнасян краен ер, съгласно Иванчевския правопис.
През 2018 година се отбелязва 100-годишнината от създаването на Дружество за книгопечатане и издателство „Хемусъ“.